# Niemojew
Niemojew (dawniej Niemojów) – wieś w Polsce, w województwie łódzkim, w powiecie wieruszowskim, w gminie Lututów. Niemojew leży w historycznej ziemi sieradzkiej. Do lat 50. XX w. znajdował się w gminie Klonowa.
W latach 1954–1957 wieś należała i była siedzibą władz gromady Niemojew, po jej zniesieniu w gromadzie Lututów. W latach 1975–1998 miejscowość administracyjnie należała do województwa sieradzkiego.
Niemojew (Niemojów) był gniazdem rodowym Niemojowskich herbu Wieruszowa.

## Kolonie
- Kornelin
- Janusz
- Zygmuntów
- Stary Niemojew
- Glinianki
- Olszynka
- Stary Niemojew nad szosą

W 2007 r. nastąpiły bardzo istotne zmiany w układzie administracyjnym i dane dotyczące podziału administracyjnego w obrębie miejscowości Niemojew, Jeżopole, Dębina, itd., m.in. kolonia Zygmuntów została włączona do wsi Jeżopole.

## Infrastruktura
- Szkoła podstawowa
- remiza Ochotniczej Straży Pożarnej w Niemojewie
- spółdzielnia mleczarska
- stacja tankowania gazu
- sklep
- automat telefoniczny TP SA

## Infrastruktura drogowa
Stary Niemojew nad szosą położony jest przy Lesie Kolonowskim nad drogą Lututów- Klonowa.
Pozostałe drogi miejscowości Niemojew to drogi gruntowe i polne.
Połączenia autobusowe m.in. z miejscowościami: Wrocław, Sieradz, Wieluń, Syców, Klonowa, Lututów, Ostrzeszów, Oleśnica, Kuźnica Zagrzebska, Wieruszów i inne.

## Położenie i zagospodarowanie
Niemojew położony jest w raczej płaskiej okolicy. Jedynie Zygmuntów rozciąga się wzdłuż drogi do miejscowości Owieczki, która wznosi się łagodnie na niewielkie wzniesienie, którego wschodnia, najwyższa i wyróżniająca się część zwana jest Górą Niemojewską.
Na południe od Kornelina rozciągają się pola aż do Żmudy i Kijanic. Na północ od drogi nr 14, niedaleko szosy położony jest Janusz. Tu widoczne są resztki dawnych zabudowań dworskich i otaczającego go sadu. Dalej na północ rozciągają się pola i łąki poprzecinane siecią dróg gruntowych i polnych oraz kolonie Stary Niemojew, Olszynka, Glinianki, ograniczony Lasem Klonowskim. Krajobraz tej części Niemojewa to pola uprawne oraz łąki i pastwiska z wieloma małymi sadzawkami i siecią melioracyjną, niewiele tu zadrzewień poza sadami przy siedliskach i drzew przydrożnych. W północno-zachodniej części na granicy z Lasem Klonowskim znajduje się jezioro Ług i dalej osada Stary Niemojew nad szosą Lututów – Klonowa.
Północno-wschodnia część Niemojewa to Zygmuntów. Jadąc drogą nr 14 Zygmuntów to rozrzucone zabudowania sięgające aż do położonego na niedużym wzniesieniu Lasu Kluszczyńskiego. Zygmuntów to również wieś wzdłuż drogi Niemojew – Owieczki, wspinająca się łagodnie na wzniesienie morenowe. W połowie Zygmuntowa znajduje się skrzyżowanie z drogą gruntową: jadąc w lewo można dojechać do Glinianek i Starego Niemojewa, a w prawo do kilku kolejnych zabudowań Zygmuntowa i dalej do wsi Józefina.
Koniec Zygmuntowa do szczyt wzniesienia, granica pól i równocześnie granica gmin Lututów i Klonowa. Tutaj droga po znacznie większej pochyłość opada do pierwszych zabudowań Owieczek i skrzyżowania prowadzącego do kolonii Owieczki: Poprzeczna i Kity.
W północno-wschodniej części znajduje się Góra Niemojewska. Jest to wzniesienie morenowe pełne nieużytków, eksploatowany jest tu od dziesięcioleci żwir na budowy okolicznych rolników.

## Dane ze SGKP
Słownik geograficzny Królestwa Polskiego wymienia Niemojew jako wieś gminy Klonowa. Sama wieś opisana jest pod nazwą Niemojów. Podstawowe dane:
- wieś, młyn, karczma, folwark,
- powiat sieradzki, gmina Klonowa, parafia Lututów
- 26+10 domów, 515 mieszkańców (wraz z Piaski i Józefin),
- w 1576 r. wieś należała do parafii Uników.